# Petre Brănișteanu
Petre Brănișteanu (Bucarest, 17 febbraio 1959 – 28 febbraio 2025) è stato un cestista rumeno.

## Carriera
Con la Romania ha disputato i Campionati europei del 1987.